# 李俊民 (金朝)
李俊民（1176年—1260年），字用章，号鹤鸣道人，金朝泽州晋城县（今山西省晋城市）人。
初受程氏理学，金章宗承安五年（1200年）进士第一，授任应奉翰林文字，不久，弃官不仕，教授乡里。跟随他做学问很多。金宣宗南迁，隐居在嵩州鸣皋山，又北渡怀州（今河南省沁阳市），改隐西山。在河南时，向隐士荆先生请受邵雍《皇极》数。被忽必烈以安车召至藩邸，问以祯祥。后多次请求还山，忽必烈派人送归，八十六岁时去世，谥庄静先生。所学以二程、邵雍理学为主，兼通术数。有《庄靖集》。